# Stephen Craigie
Stephen Craigie (* 19. Juni 1990) ist ein englischer Snookerspieler aus Walkerville in Newcastle. 2008/09 spielte er ein Jahr als Profi auf der Snooker Main Tour.

## Karriere
Stephen Craigie war ein sehr erfolgreicher Jugendspieler. Bereits mit 6 Jahren begann er mit dem Snookerspielen und als 12-Jähriger gehörte er zur England-Auswahl in einem internationalen U14-Turnier und gab in seinen Partien nur einen einzigen Frame ab. Aus der Auflösung eines lokalen Clubs bekam die Familie 2003 einen eigenen Snookertisch. Craigie war auch der jüngste Gewinner eines Turniers mit Profibeteiligung (Pro-Am-Turnier) in Englands Nordosten und wurde mit dem Rising Star Award für Nachwuchssportler ausgezeichnet. Mit 15 Jahren nahm er an einer Pro-Am-Turnierserie in Prestatyn, damals ein Zentrum des Snookersports, teil. Er erreichte das Grand Final und kam unter die Letzten 32. Bei der U19-Europameisterschaft erreichte er das Viertelfinale. Mit 16 versuchte er, über die PIOS-Tour in Prestatyn einen Platz auf der Main Tour zu bekommen und erzielte schon einige Achtungserfolge, aber noch kein großes Ergebnis. In seinem zweiten PIOS-Jahr schaffte er es bei einem der 8 Turniere bis ins Halbfinale, wo er Kuldesh Johal unterlag. Bei der Pro-Am-Serie an selber Stelle, kam er bei einem Turnier bis ins Finale und besiegte unter anderem Ryan Day und Martin Gould, profitierte aber auch von 2 Absagen seiner Gegner. Im Endspiel unterlag er Dominic Dale mit 2:4. Der Höhepunkt der Saison war für ihn aber die U19-EM in Glasgow. Nach einem 5:0-Sieg im Halbfinale über Vincent Muldoon gewann er das Endspiel gegen den schottischen Lokalmatador Anthony McGill mit 6:2. Der Titelgewinn brachte ihm mit 18 Jahren auch einen Platz auf der Profitour.
Obwohl er bei seinem Profidebüt ordentlich abschnitt, kam die Saison 2008/09 zu früh. Zwar erreichte er beim Shanghai Masters und den Welsh Open die Runde der Letzten 64 und gewann bei drei weiteren Turnieren sein Auftaktmatch, bei den großen Turnieren blieb er aber ohne Sieg. Gegen Lee Spick, gegen den er zuvor noch gewonnen hatte, verlor er bei der Weltmeisterschaft klar mit 5:10. Platz 79 unter den 96 Profis in der Saisonabrechnung reichten nicht für ein weiteres Main-Tour-Jahr.
Über die PIOS 2009/10 versuchte er die sofortige Rückkehr. Zweimal erreichte er das Viertelfinale und weitere viermal das Achtelfinale, aber ein großes Ergebnis verpasste er. In der Gesamtwertung blieb er damit auf Platz 9 hängen und verpasste um einen Platz die Wiederqualifikation. Auch bei den English Open, bei denen es um den Main-Tour-Startplatz des englischen Verbands ging, verpasste er die Wiederqualifikation um einen Sieg: Er verlor das Finale mit 4:6 gegen Robbie Williams. Ab 2010 gab es keine Qualifikationstour mehr, dafür wurde die Players Tour Championship mit Pro-Am-Turnieren eingeführt. Beim zweiten Turnier in Sheffield besiegte er Jimmy White, Kurt Maflin und Tom Ford und erreichte das Achtelfinale. Allerdings nahm er nur noch an zwei weiteren Turnieren an selber Stelle ohne nennenswerten Erfolg teil und spielte deshalb in der Tourwertung keine Rolle. Gleichzeitig wurde er in der Familie sportlich von seinem drei Jahre jüngeren Bruder Sam überholt. Bei der U21-Weltmeisterschaft in Irland trafen sie im Halbfinale aufeinander und Sam gewann mit 7:6. Zum Saisonende spielte dann Stuart Carrington Schicksal, der ihn erst bei der englischen Landesmeisterschaft im Viertelfinale aus dem Turnier warf und wenig später in der Q School im entscheidenden Spiel um die Main-Tour-Qualifikation mit 4:2 besiegte.
In der Saison 2011/12 versuchte es Craigie dann intensiver über die Teilnahme an der PTC-Serie. In 8 der 12 Turniere stand er in der Hauptrunde und zweimal erreichte er dabei die Runde der Letzten 32. Dabei besiegte er unter anderem Dominic Dale, Michael Holt und Ben Woollaston. In der Tourwertung spielte er damit aber keine Rolle. Bei der englischen Meisterschaft verpasste er nach einer 6:8-Niederlage gegen Gary Wilson den Finaleinzug. An der Q School nahm er danach nicht mehr teil und er zog sich für mehrere Jahre vom Snooker zurück. Erst mit 26 Jahren nahm er wieder an der Q School teil, blieb aber erfolglos.

## Erfolge
Ranglistenturniere:
- Runde der Letzten 64: Shanghai Masters (2008), Welsh Open (2009)

Andere Profiturniere:
- Achtelfinale: Players Tour Championship (2010 – Event 2)

Amateurturniere:
- U19-Jugendeuropameister (2008)
- Halbfinale: U21-Weltmeisterschaft (2010)